# Regne d'Ibadan
El regne d'Ibadan fou un estat ioruba centrat a la ciutat d'Ibadan a Nigèria.

## Història
D'acord amb la literatura, la creació d'Ibadan va ser circumstancial. La història d'Ibadan s'havia preservat per molt de temps a través de la història oral, però un registre escrit diu que es va formar en 1829. Després de la caiguda de l'imperi ioruba d'Oyo cap al final del segle xviii. El lloc s'anomenava 'Eba Odan' i estava poblada per iorubes rebels; 'Eba Odan' significa entre els boscos i les planes; estava envoltada per set turons, funcionant com un lloc sagrat per als combatents que van fugir de la guerra. Abans de l'existència d'Ibadan, l'Imperi d'Oyo, un poderós imperi, va governar la major part de les terres iorubes i molts guerrers ferotges independents van sorgir d'Oyo com Bashorun Gaa.
Bashorun Gaa era el cap del Oyo Mesi, que era el grup de l'aristocràcia que compartia el poder amb l'Alafin (un membre per cadascun dels set sectors d'Oyo) i era considerat un monstre en el regne. Va governar com a primer ministre entre 1750 i 1774; Bashorun Gaa va ser un governant tirà clàssic. Va organitzar la mort de quatre reis o els va obligar a cometre suïcidi: L'Alaafin Labisi el 1750 després de 17 dies en el tron; l'Alaafin Awonbioju el 1750 després de 130 dies en el tron; l'Alaafin Agboluaye va poder governar vint-i-dos anys (1750-1772) sotmès als dictats de Bashorun Gaa però finalment es va veure obligat a cometre suïcidi sota ordres de Bashorun Gaa; i Alaafin Majeogbe (1772-1773) executat el 1773. També va ordenar l'assassinat de la filla de l'Alaafin Abiodun i més tard va utilitzar la víctima per un ritual de diners. Bashorun Gaa, va usurpar il·legalment tot el poder polític i la maquinària del regne d'Oyo.
L'eliminació de Bashorun Gaa era una tasca difícil. Li va costar als antics caps del regne d'Oyo recursos humans i naturals. L'Alaafin Abiodun i guerrers Oyo en
col·laboració amb Aare-Ona-Kaka-N-fo Oyalabi, van arrestar a Bashorun Gaa. Fou lligat a una estaca en el mercat Akesan i l'Alaafin Abiodun va ordenar que cada ciutadà havia de tallar una lliura de carn del seu cos i deixar-lo caure en un gran incendi al davant d'ell. Se li va fer percebre l'olor de la seva pròpia carn doncs no es va permetre tallar-li el nas. Les restes del seu cos van ser cremades després per evitar la seva re-encarnació. La seva mort va portar a la dita popular ioruba "Bi o ba la'ya O si'ka; ba bi'o ri'ku Gaa, O sooto", que significa "si vostè és dolent i tossut quan vegi la mort de Gaa, tracti de ser bo i dir la veritat).
Abans de 1829 Lagelu, el Jagun (comandant en cap) d'Ife i generalíssim ioruba, va abandonar Ile Ife amb algunes persones d'Ife, d'Oyo i d'Ijebu per fundar una nova ciutat, a Eba Odan; la primera ciutat va ser destruïda a causa d'un incident en un Egungun (festival de mascares) quan un emmascarat fou despullar per accident i va patir les burles de les dones i els nens en un mercat obert, doncs en terra ioruba era una abominació que les dones tinguessin contacte cara a cara amb un Egungun (emmascarat), ja que eren considerats com els avantpassats morts que tornaven a la terra cada any per beneir als seus descendents. Quan aquesta notícia va arribar a Sango, el llavors Alaafin d'Oyo, va manar que la població d'Eba Odan fos destruïda en revenja per haver comés tals actes abominables.
Lagelu i alguns dels seus seguidors van fugir a un turó proper, que era lloc sagrat, buscant la protecció. Al turó van sobreviure menjant fruita (anomenada Oro) i Igbin (caragols); després van cultivar la terra i van obtenir blat de moro i mill i papes, que menjaven amb caragols rostits. Van improvisar una mica mitjançant l'ús de les petxines de cargol (Ikarahun Igbin) per beure l'eko (mill) liquat. Aquest hàbit de menjar forma part de la lloança ancestral (Oriki) de la gent d'Ibadan avui dia. Més tard, Lagelu i el seu poble van baixar del turó i van fundar una altra ciutat anomenada Eba'dan en el mateix lloc.
Van començar a acollir més persones i a expandir-se. Eba'dan es va convertir en un centre de refugiats. Van acollir diverses persones, com guerrers, refugiats de guerra, esclaus fugitius, gent exiliada, etc., de diverses parts però principalment d'altres ciutats ioruba. Van desenvolupar lleis més flexibles a causa de la naturalesa diversa de les persones. Ibadan va esdevenir un centre urbà impressionant i extens, tant que a finals de 1829, Ibadan va dominar el país ioruba militarment, políticament i econòmicament. Al cap de poc, Lagelu va morir, deixant rere seu un poble amb una orientació política i una comunitat molt estable.
Al voltant de 1826 a 1827, Afonja d'Ilorin, que era el Arẹ-Ọna-Kankan-Fo del vell Imperi d'Oyo, es va negar a complir l'ordre de l'Alaafin, quan va declarar la guerra contra Iwere-Ile, una ciutat ioruba corresponen a la moderna Kwara.
Una rivalitat sense resoldre es va desenvolupar entre l'Alaafin i Afonja. Afonja va fer aliança amb Shehu Alimi, el cap dels guerrers fulani (que s'havien establert a Ilorin) contra Oyo. Oyo pretenia castigar la rebel·lió d'Afonja i les conversions a l'islam de l'erudit Shehu Alimi, i aquest va demanar ajuda al xeic Usman Dan Fodio, que va arrasar la capital d'Oyo el 1835 i la gent d'Oyo van començar a fugir cap a Ibadan. En un motí de soldats hausses, Afonja va morir per ordre d'Alimi, i Ilorin va perdre la seva independència convertint-se l'Emirat d'Ilorin dependent del Sokoto. Ilorin va continuar expandint-se cap al sud derrotant les restes de l'Imperi Oyo a la batalla d'Ogbomosho i Oyo va col·lapsar el 1836, però l'expansió d'Ilorin fou aturada el 1838 pel Regne d'Ibadan, un estat successor d'Oyo, a la batalla d'Òsogbo. Per tant, cada vegada que un ioruba diu que Ilorin és la ciutat de Afonja, un fulani dirà "és la ciutat d'Alimi". Això va conduir a la present dita d'Ilorin Afonja-Alimi Geri. El 1840, el califat de Sokoto va començar a atacar terres d'Ibadan. Més tard algunes persones es van traslladar de nou a Oyo per formar un nou regne, però aquest fou més feble, i molts van decidir quedar-se a Ibadan.
Ibadan va seguir creixent econòmicament i políticament i es va convertir en la zona més segura per a tots els iorubes. Durant aquesta època florent d'Ibadan, una poderosa dona de negocis va ser Efunsetan Aniwura, una descendent d'egbes (que va esdevenir Iyalode d'Ibadan). Efunsetan Aniwura (mestressa de l'Or) fou una rica dona de negocis a Oja-Oba, barri d'Ibadan, que posseïa una gran quantitat de propietats (terra) i centenars d'esclaus. Les proves orals revelen que tenia tres grans explotacions amb no menys de 100 esclaus que treballen en cadascuna alhora. Va estendre línies de crèdit per pagar les municions dels diversos guerrers d'Ibadan (Ajagun'ta) quan marxaren en les seves expedicions militars del 1872.
Tenia una terrible sensació de pèrdua. La seva única filla va morir el 1860 durant el part. Per tant, amb l'estigma de no tenir una progènie per heretar els seus llegats, culpava a Déu per la seva tragèdia i descarregava la seva ira en el seu esclau i en la societat, arribant a ser malvada, cruel i sense cor. Els seus esclaus s'identificaven generalment en el mercat pels signes de ratlles del bastó en tot el seu cos. Efunsetan Aniwura es va oposar a l'expansió militar de l'Aar Latoosa i va deixar d'atorgar facilitats de crèdits a Latoosa quan aquest va marxar a una altra guerra el 1874. Després de tornar del camp de batalla, Latoosa va aixecar tres càrrecs contra Efunsetan Aniwura que la van conduir a la mort cap al 1874.
En 1893 l'àrea d'Ibadan es va convertir en un protectorat britànic després d'un tractat signat pel Baale d'Ibadan, Fijabi, amb els britànics representats pel governador interí de Lagos, George C. Denton, el 15 d'agost. Per llavors la població d'Ibadan havia augmentat a 120.000 habitants el que va fer a Ibadan la tercera ciutat més poblada en el conjunt d'Àfrica després del Caire i Johannesburg. Els britànics van desenvolupar el nou domini per a facilitar les activitats comercials i així Ibadan en poc temps es va convertir en el principal centre de comerç que és avui dia. El 29 d'octubre de 1936 finalment, els britànics van reconèixer Ibadan com estat separat d'Oyo.

## Reis (Ba'ale, Olubadan, Oba)
- Ba'ale Maye Okunade (1820-1830)
- Ba'ale Oluyedun
- Ba'ale Lakanle
- Bashorun Oluyole 1850
- Ba'ale Oderinlo 1850
- Ba'ale Oyeshile Olugbode 1851-1864
- Ba'ale Ibikunle 1864
- Bashorun Ogunmola 1865-1867
- Ba'ale Akere I 1867-1870
- Ba'ale Orowusi 1870-1871
- Are Ona Kakanfo Obadoke Latosa 1871-1885
- Ba'ale Ajayi Osungbekun 1885-1893
- Ba'ale Fijabi I 1893-1895
- Ba'ale Oshuntoki 1895-1897
- Ba'ale Fajinmi 1897-1902
- Ba'ale Mosaderin 1902-1904
- Ba'ale Dada Opadare 1904-1907
- Ba'ale Sunmonu Apampa 1907-1910
- Ba'ale Akintayo Awanibaku Elenpe 1910-1912
- Ba'ale Irefin 1912-1914
- Ba'ale Shittu Latosa (fill d'Are Latosa) 1914-1925
- Ba'ale Oyewole Foko 1925-1929
- Olubadan Okunola Abass 1930-1946
- Olubadan Akere I 1946
- Olubadan Oyetunde I 1946
- Olubadan Akintunde Bioku 1947-1948
- Olubadan Fijabi II 1948-1952
- Olubadan Alli Iwo 1952
- Olubadan Apete 1952-1955
- Akinyo (usurpador) 1955
- Oba Isaac Babalola Akinyele 1955-1964
- Oba Yesufu Kobiowu 1964
- Oba Salawu Akanni Aminu 1965-1971
- Oba Shittu Akintola Oyetunde II 1971-1976
- Oba Gbadamosi Akanbi Adebimpe 1976-1977
- Oba Daniel ‘Tayo Akinbiyi 1977-1982
- Oba Yesufu Oloyede Asanike I 1982-1994
- Oba Emmanuel Adegboyega Operinde I (1994-1999)
- Oba Yunusa Ogundipe Arapasowu I (1999-2007)
- Oba Samuel Odulana Odugade I (2007-2016)